# Nordstemmen
Nordstemmen is een plaats in de Duitse deelstaat Nedersaksen, gelegen in het Landkreis Hildesheim. De gemeente telt 12.075 inwoners.

## Geografie, infrastructuur

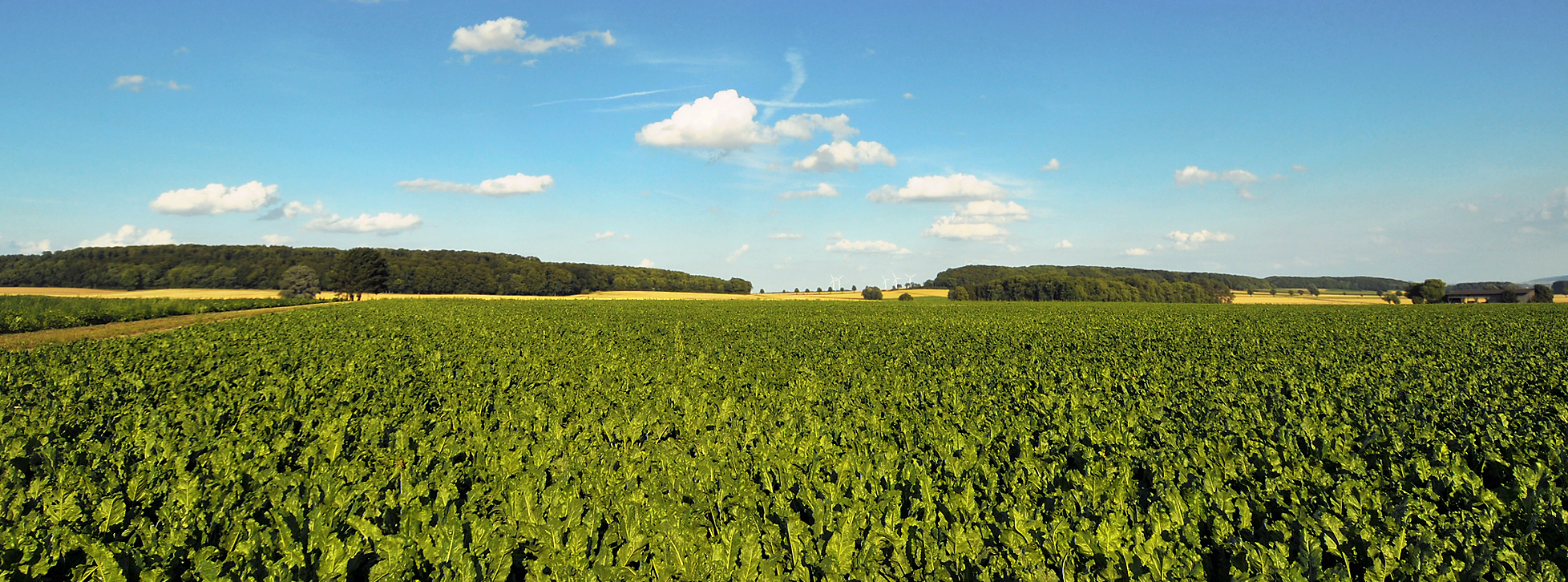
Gezicht vanuit het westen op de heuvelruggen Limberg (links), Abraham  en Haarberg (rechts), die in de geologie als Limberg-Achse worden aangeduid.

Nordstemmen heeft een oppervlakte van 60,17 km² en ligt juist ten noorden van het midden van Duitsland. De gemeente ligt aan de zuidrand van de Noord-Duitse Laagvlakte in een overgangsgebied naar de middelgebergten van o.a.  het Leinebergland. De bodem van de gehele landstreek, de Calenberger Lößbörde, is met löss bedekt en zeer vruchtbaar. In het gebied komen enige kleine heuvelruggen voor, die geologisch interessant zijn. Hier dagzomen gesteenten uit verscheidene geologische perioden, met name het Jura en het Trias.

### Wegverkeer
De Bundesstraße 3 loopt van noord naar zuid door de gemeente heen. De Bundesstraße 1 loopt over een enigszins bochtig tracé door het zuiden van de gemeente. Over deze B1 kan men naar de stad Hildesheim rijden (15 km) en van daar nog circa 5 km verder oostelijk naar de Autobahn A7 (Hamburg (stad)-Oostenrijk).Dit is de dichtstbijzijnde autosnelweg.

### Trein en bus

Lijnennetkaart S-Bahn van Hannover; Barnten ligt rechtsonder aan lijn S4.

Station Nordstemmen heeft een afwisselende, tot het midden van de 19e eeuw teruggaande geschiedenis, en is een niet onbelangrijk regionaal spoorwegknooppunt.
Het 5 km noordelijker gelegen station Barnten ligt aan de spoorlijn Hannover - Kassel, gedeeltelijk geïntegreerd in het lijnennet van de S-Bahn van Hannover, daarnaast is er een aansluiting op de spoorlijn Lehrte - Nordstemmen.

## Plaatsen in de gemeente Nordstemmen; bevolkingscijfers

### Ligging van de 10Ortsteile
Ligging ten opzichte van Nordstemmen zelf, tenzij anders vermeld. NW = ten noordwesten van Nordstemmen, ZO = ten zuidoosten van Nordstemmen, enz.
- Adensen, 4 km NW
- Barnten, 5 km NNO, aan de spoorlijn
- Burgstemmen, 1,5 km ZZW, aan de B1; aan de noordrand van dit dorp ligt aan de Leine kasteel Poppenburg
- Groß Escherde, 5 km O
- Hallerburg, minder dan 1 km ten W van Adensen
- Heyersum, 2 km NW
- Klein Escherde, 4 km ONO, aan de B1
- Mahlerten, 1,5 km Z, aan de B1
- Kernort Nordstemmen; 1,5 km ten ZO van het op een heuvel gelegen Schloss Marienburg
- Rössing, 2,5 km NO, aan de spoorlijn

Adensen en Hallerburg liggen ten westen van de Leine, de andere plaatsen ten oosten van deze rivier. Al deze plaatsjes waren tot aan de gemeentelijke herindelingen van 1 maart 1974 zelfstandige gemeenten, en werden op die dag in de gemeente Nordstemmen opgenomen.

### WapensvanOrtsteilevan Nordstemmen

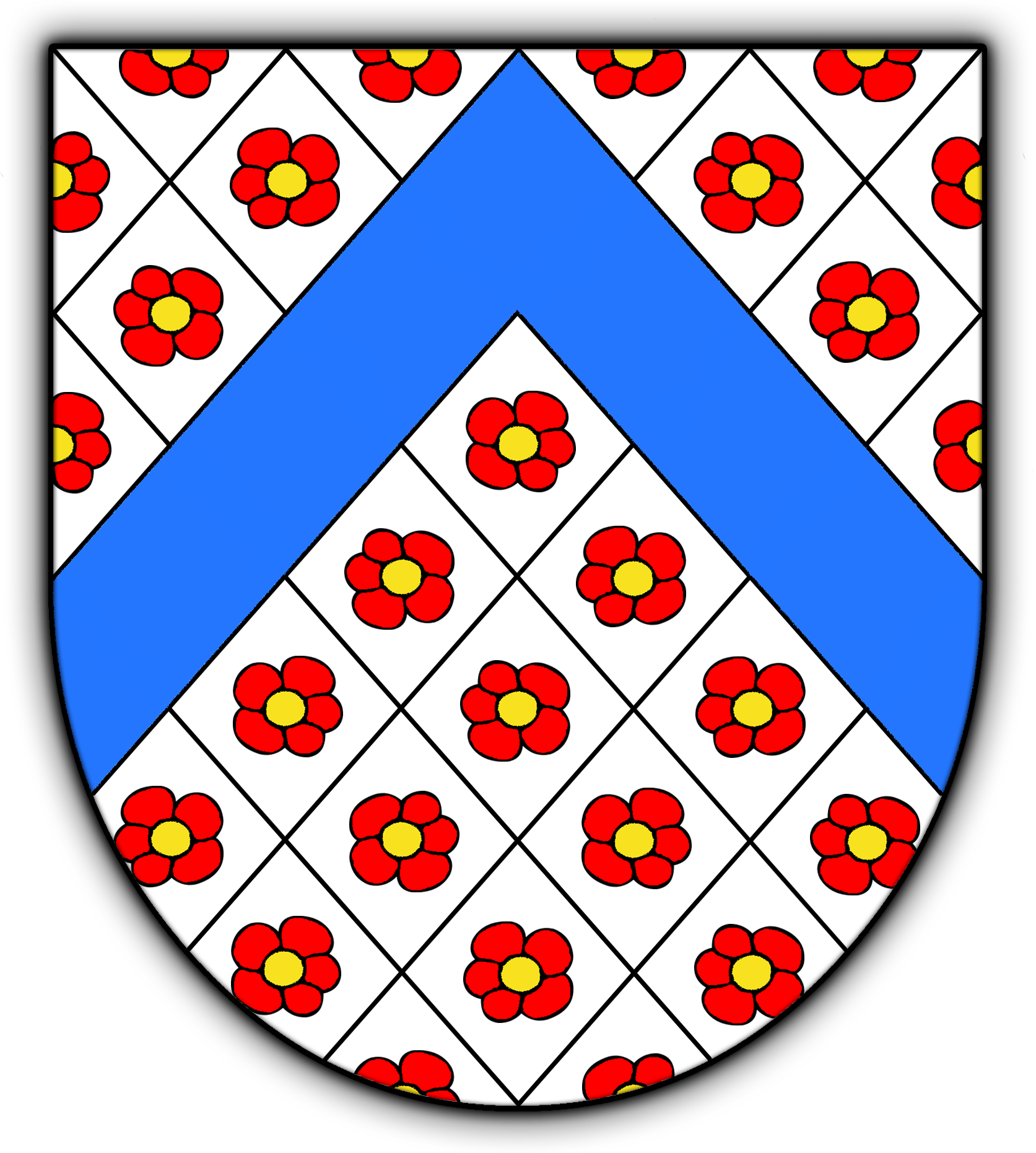
Adensen
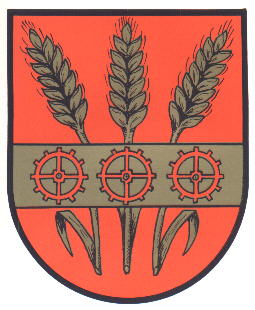
Barnten
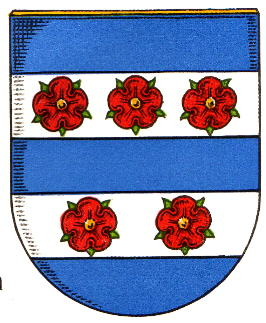
Burgstemmen
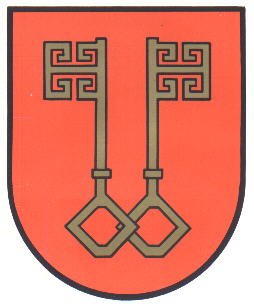
Groß Escherde
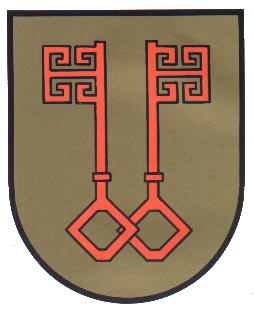
Klein Escherde
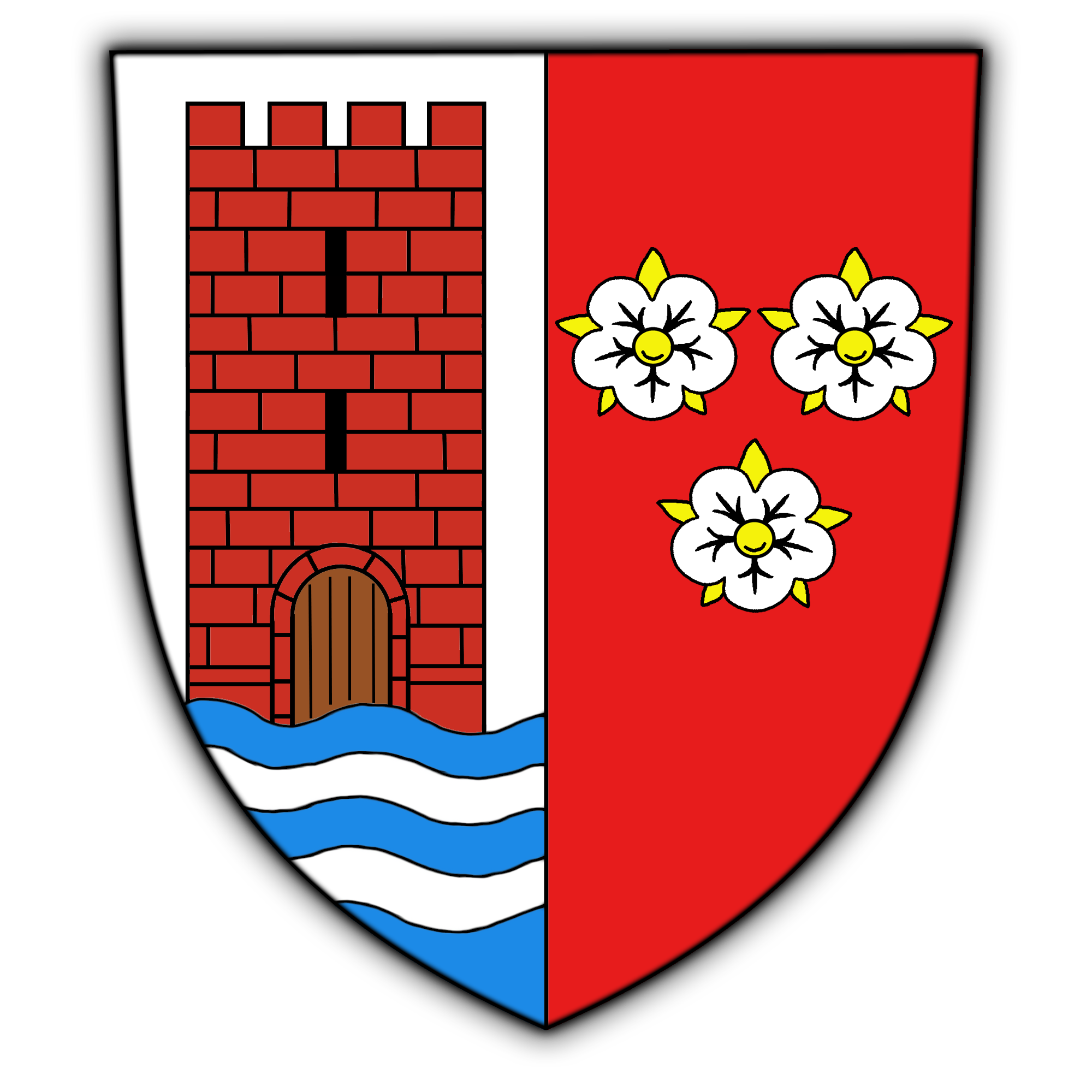
Hallerburg
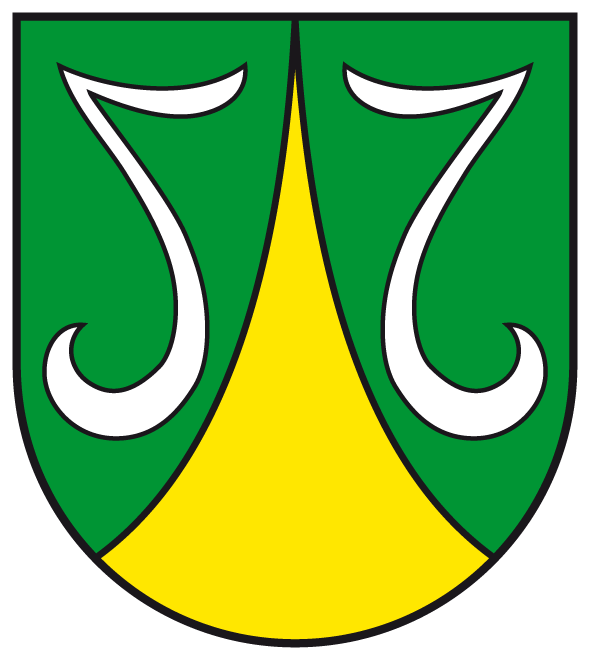
Heyersum
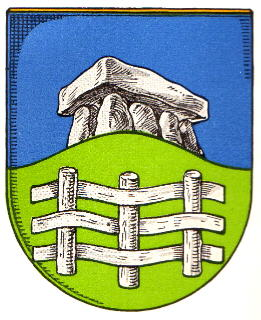
Mahlerten
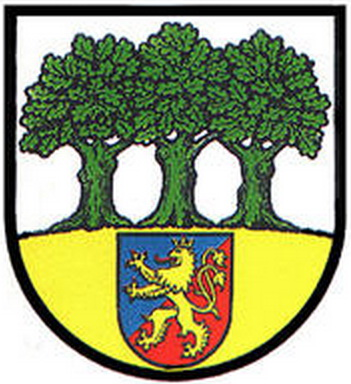
Rössing

### Bevolkingscijfers
Stand: 1 juli 2021, volgens de gemeentelijke website; tweedewoningbezitters zijn niet meegeteld. De methode van telling wijkt af van de methode die door hogere overheden wordt gehanteerd.
- Adensen 889
- Barnten 981
- Burgstemmen 1.115
- Groß Escherde	626
- Hallerburg	108
- Heyersum 865
- Klein Escherde	 527
- Mahlerten 599
- Kernort Nordstemmen 4.970
- Rössing 1.644

Totaal:	12.324 inwoners. Bevolkingsdichtheid: ca. 204 inwoners/km².
Godsdienststatistiek:
- evangelisch-luthers: bijna 49%
- rooms-katholiek: ruim 14%
- overige: ruim 37%

Tot de groep overige behoren o.a. atheïsten en mensen, die om privacy-redenen geen gegevens over hun godsdienstige overtuiging hebben verstrekt.

## Economie

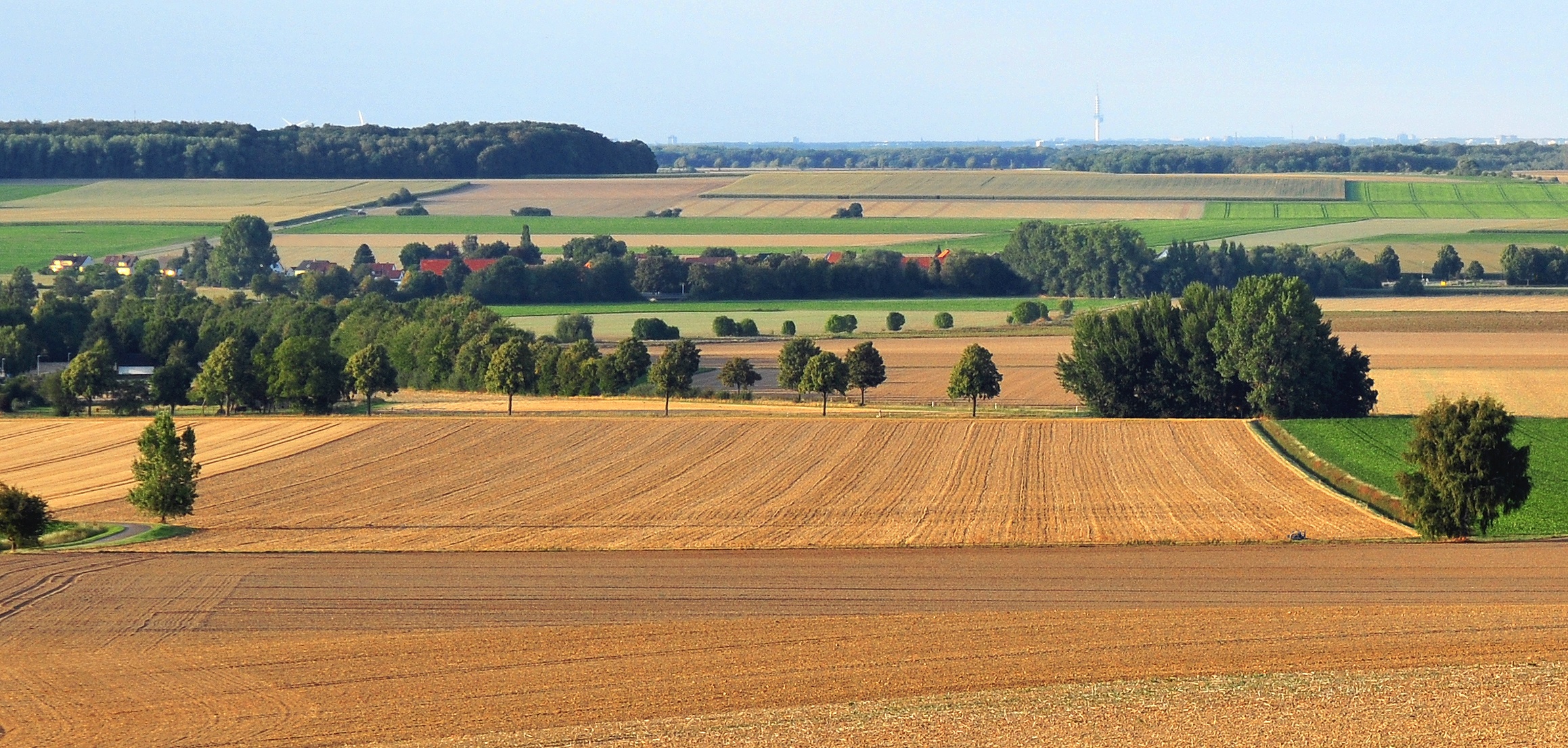
Het vruchtbare lösslandschap, hier bij Hallerburg
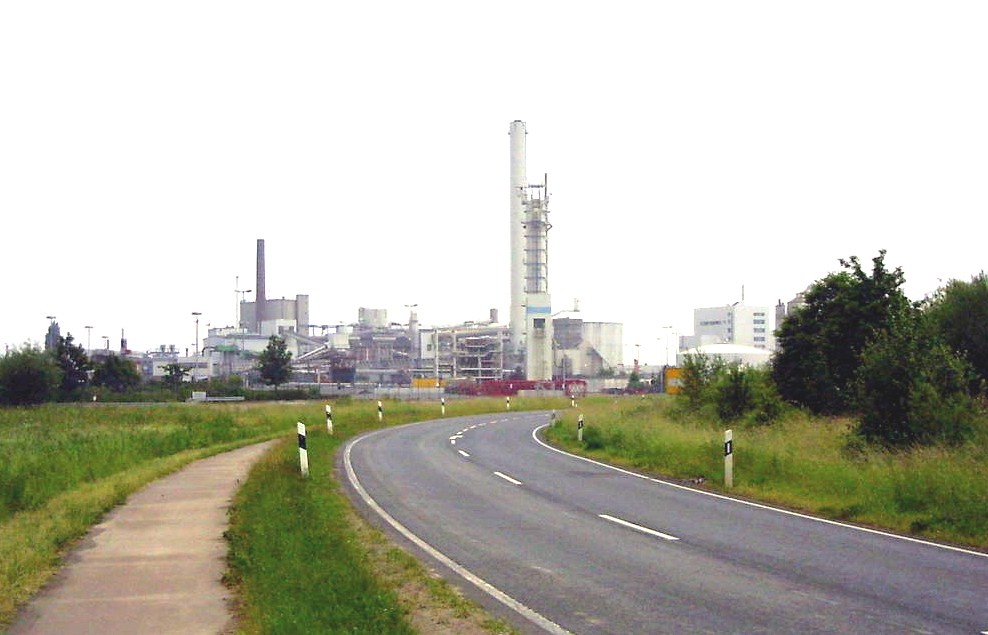
De suikerfabriek van Nordzucker te Nordstemmen

Zeer belangrijk is, reeds sinds 1865, de fabricage van suiker in de gemeente. De grote suikerfabriek staat direct ten noorden van Station Nordstemmen. 
In de gehele gemeente is de akkerbouw, vooral de verbouw van suikerbieten, van betekenis. De bodem van de gehele landstreek, de Calenberger Lößbörde, is met löss bedekt en zeer vruchtbaar. 
Te Nordstemmen is het hoofdkantoor van EL PUENTE GmbH gevestigd, een fairtrade-import- en handelsorganisatie, die een groot aantal Duitse wereldwinkels belevert. Het bedrijf is gelieerd aan een gelijknamige charitatieve vereniging. Het staat onder toezicht van o.a. de World Fair Trade Organization (WFTO).

## Geschiedenis

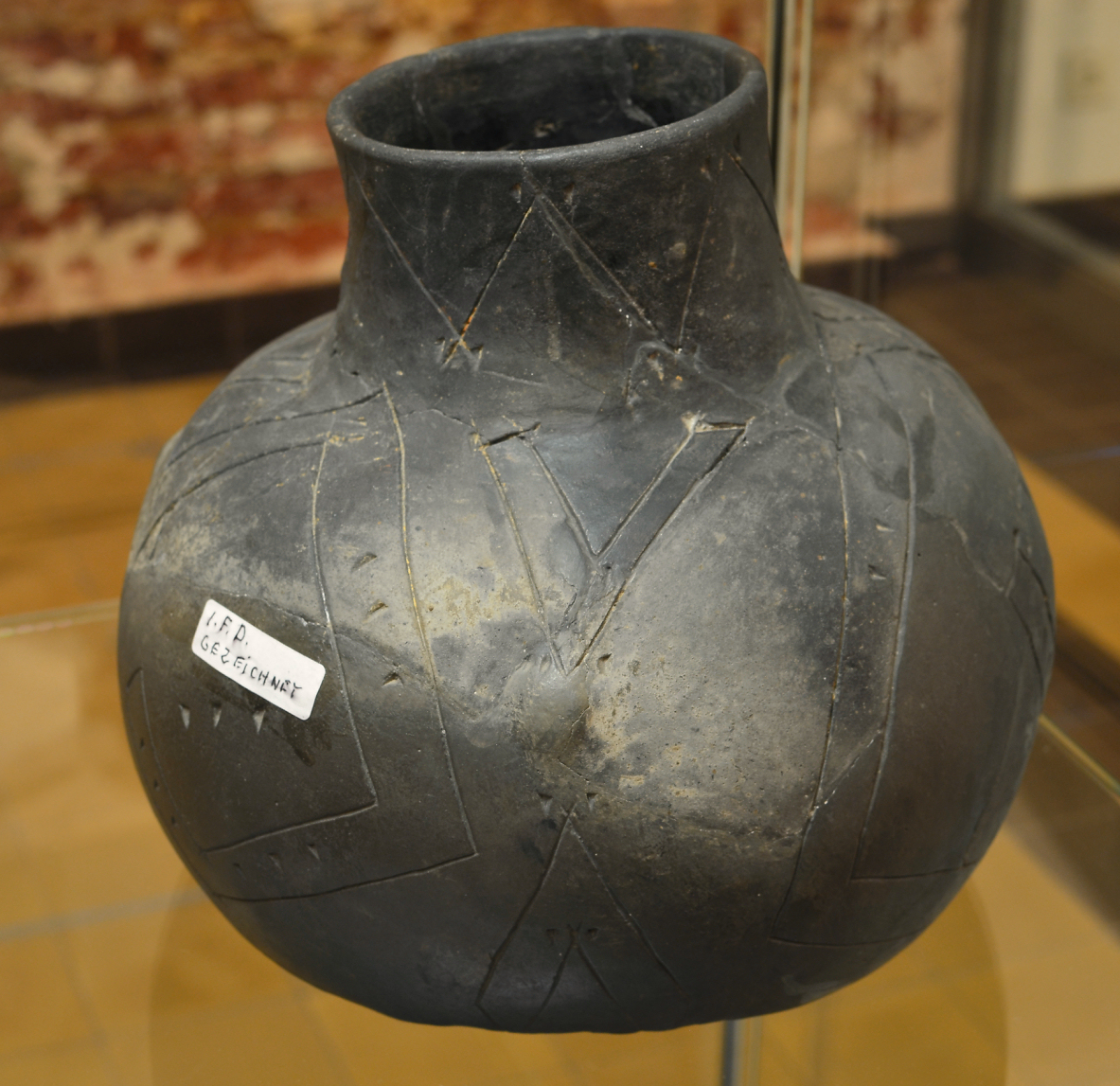
Pot van de bandkeramische cultuur, gevonden te Rössing

Een nederzetting van dragers van de bandkeramische cultuur, gedateerd rond 4500 v.Chr., dus in het Neolithicum, werd aan een oude arm van de Leine, bij Rössing ontdekt.
Ook op de locaties van de dorpen Mahlerten en Heyersum zijn talrijke archeologische vondsten gedaan, die wijzen op bewoning van dit gebied in de Jonge Steentijd en de vroege Bronstijd.
In een document uit het jaar 1241 wordt Nordstemmen voor de eerste keer vermeld. Bisschop Koenraad van Hildesheim schonk er landerijen aan een klooster te Wülfinghausen. Enkele plaatsen in de gemeente, waaronder Adensen, en Burgstemmen, zijn vóór het jaar 1000 gesticht en dus beduidend ouder. In grote lijnen deelde dit gebied de historische lotgevallen van het Prinsbisdom Hildesheim en vanaf 1519 het Vorstendom Calenberg. Het dorp Heyersum kende van de 10e tot en met de 19e eeuw winning van zout.
Door de Hildesheimse Stichtsoorlog leden Nordstemmen en omgeving in 1519 zeer grote oorlogsschade. Deze rampspoed herhaalde zich in de Dertigjarige Oorlog van 1625 tot 1628 meerdere malen. Het dorp Rössing werd in 1808 grotendeels door brand verwoest.
Na de val van Napoleon lag het gebied rond Nordstemmen van 1815-1866 in het Koninkrijk Hannover, daarna in Pruisen en vanaf 1871 in het Duitse Keizerrijk.
In 1846 werd een steenfabriek gebouwd, die in 1956 haar poorten weer moest sluiten.

## Bezienswaardigheden, markante gebouwen
- Het kasteel Marienburg (Schloss Marienburg) op de heuvel Marienberg (1867), is gebouwd als koninginnenkasteel voor Marie van Saksen-Altenburg, koningin van het Koninkrijk Hannover, in opdracht van haar gemaal, koning George V van Hannover. Het is nog altijd in bezit van telgen van dit geslacht, dat tot de Welfen wordt gerekend. Het kasteel ligt juist over de gemeentegrens met Pattensen, en was tot en met de herfst van 2023 te bezichtigen. Gedurende  de periode tot 2030 blijft het kasteel gesloten voor publiek, omdat het gebouw in verval is en een ingrijpende renovatie moet ondergaan[3]. Vanuit Pattensen en Hannover rijden er in de weekends 4 x per dag en op werkdagen 2 x per dag speciale streekbussen heen.
- Het uit 1854 daterende stationsgebouw van Nordstemmen, evenals het 3 km westelijker gelegen kasteel Marienburg ontworpen door de beroemde architect Conrad Wilhelm Hase, bezit fraaie wandornamenten, en een fraaie koninklijke wachtkamer. Helaas verkeert het gebouw in ernstig verval[4].
- Kasteel Poppenburg, aan de noordrand van het dorp Burgstemmen, werd omstreeks 1050 gebouwd en daarna diverse malen gerenoveerd. Het was de residentie van het grafelijk geslacht Von Poppenburg, dat vermoedelijk in de 11e eeuw uit Zwaben naar dit gebied is getrokken. Het familiewapen van Poppenburg is grotendeels identiek aan het dorpswapen van Burgstemmen. Het huidige kasteel dateert grotendeels uit het eind van de 18e eeuw. Het huisvest een instelling en woonvorm voor verstandelijk gehandicapten en is dus niet voor bezichtiging opengesteld.
- Kasteel Rössing wordt al sinds de bouw in 1589 door leden van het adellijke geslacht Von Rössing bewoond. Kasteel en omliggend park zijn niet voor het publiek toegankelijk.
- Markante kerkgebouwen (zie ook onderstaande afbeeldingen):
  - De evangelisch-lutherse St.-Dionysiuskerk te Adensen is van belang vanwege haar lange, bewogen geschiedenis.
  - De evangelisch-lutherse Katharinakerk te Barnten dateert deels uit de late 18e, deels uit de 19e eeuw. De toren is het restant van een middeleeuwse kerk, die voor het huidige gebouw heeft moeten wijken, en dateert van vóór 1350. De kerk is niet naar één van de heiligen met de naam Catharina genoemd, maar naar Katharina van Bora, de vrouw van Maarten Luther.
  - De St. Bartholomeüskerk te Mahlerten is gebouwd in het 2e kwart van de 13e eeuw op de plaats van een 10e-eeuws kerkje. De wandschilderingen in deze kerk, die van kort na de bouw dateren, waren omstreeks 1900 helaas gedeeltelijk overgeschilderd, maar zijn in 1921 herontdekt en na de Tweede Wereldoorlog weer zichtbaar gemaakt.
- Langs de Leine liggen verscheidene natuurgebieden, samengevat onder de naam Leineaue zwischen Gronau und Burgstemmen (NSG HA 129). Dit gebied meet 312 hectare. De flora en fauna is er zeer gevarieerd. Er zijn o.a. stukken ooibos, verschillende typen wetlands, stukken weidevogel en -plantenreservaat en diverse meertjes. Enkele daarvan zijn ondergelopen voormalige klei- en grindgroeven langs de Leine, maar de meeste (Wülfinger Teiche, ten westen van Nordstemmen) zijn voormalige slibdepots en slib-bezinkingsvijvers van de suikerfabriek.
- Het 170 hectare grote bos Hallenburger Holz is in 2014 gerenoveerd door de velling van een naaldhoutplantage en de vervanging hiervan door aanplant van wintereik. Het ligt tussen Hallenburg en Gestorf, gemeente Springe. Het ontwikkelt zich tot een ecologisch waardevol natuurgebied.

## Galerij

### Kerkgebouwen

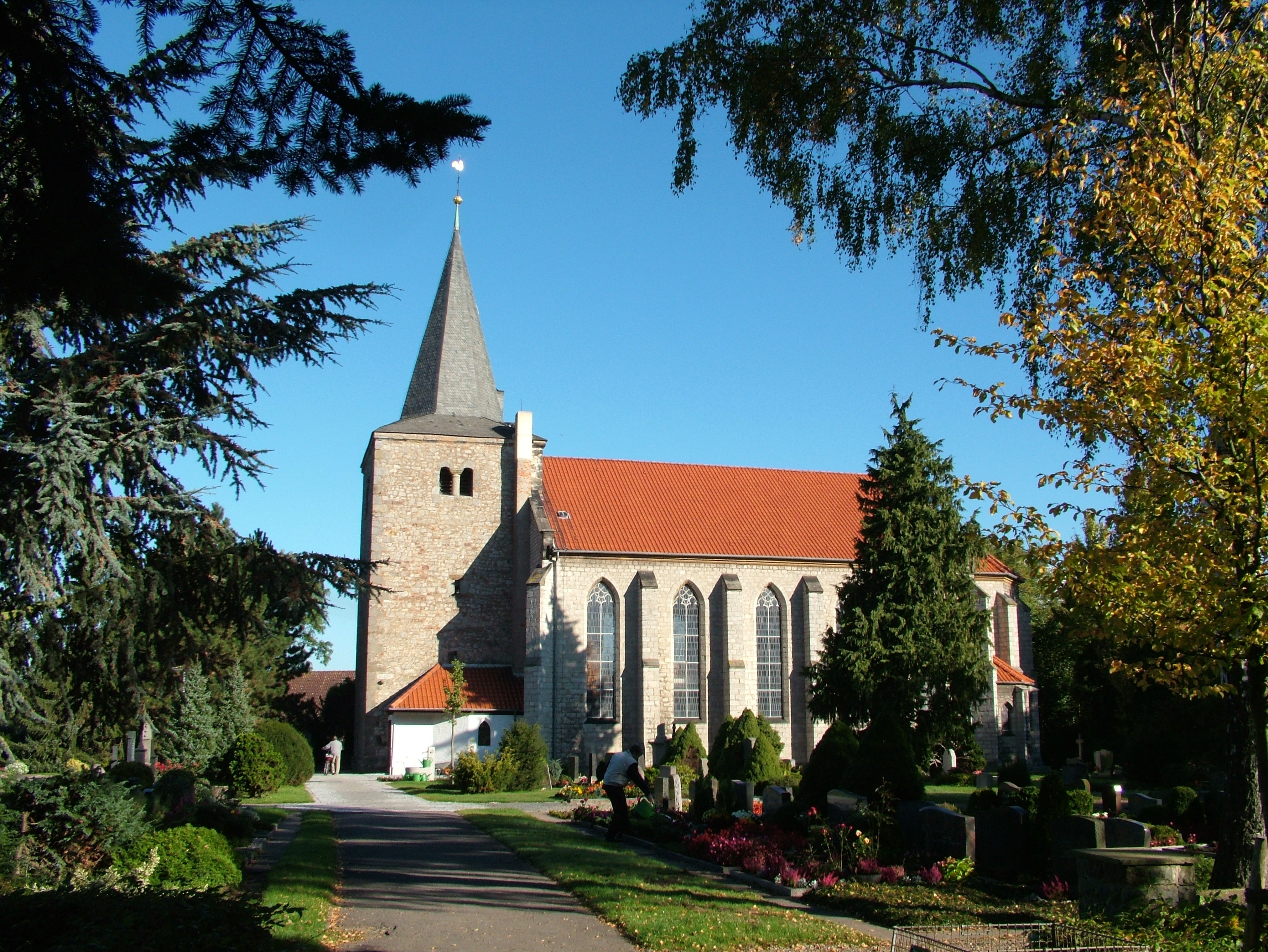
Evang.-lutherse Johanneskerk, Nordstemmen (1862; toren 13e-eeuws)
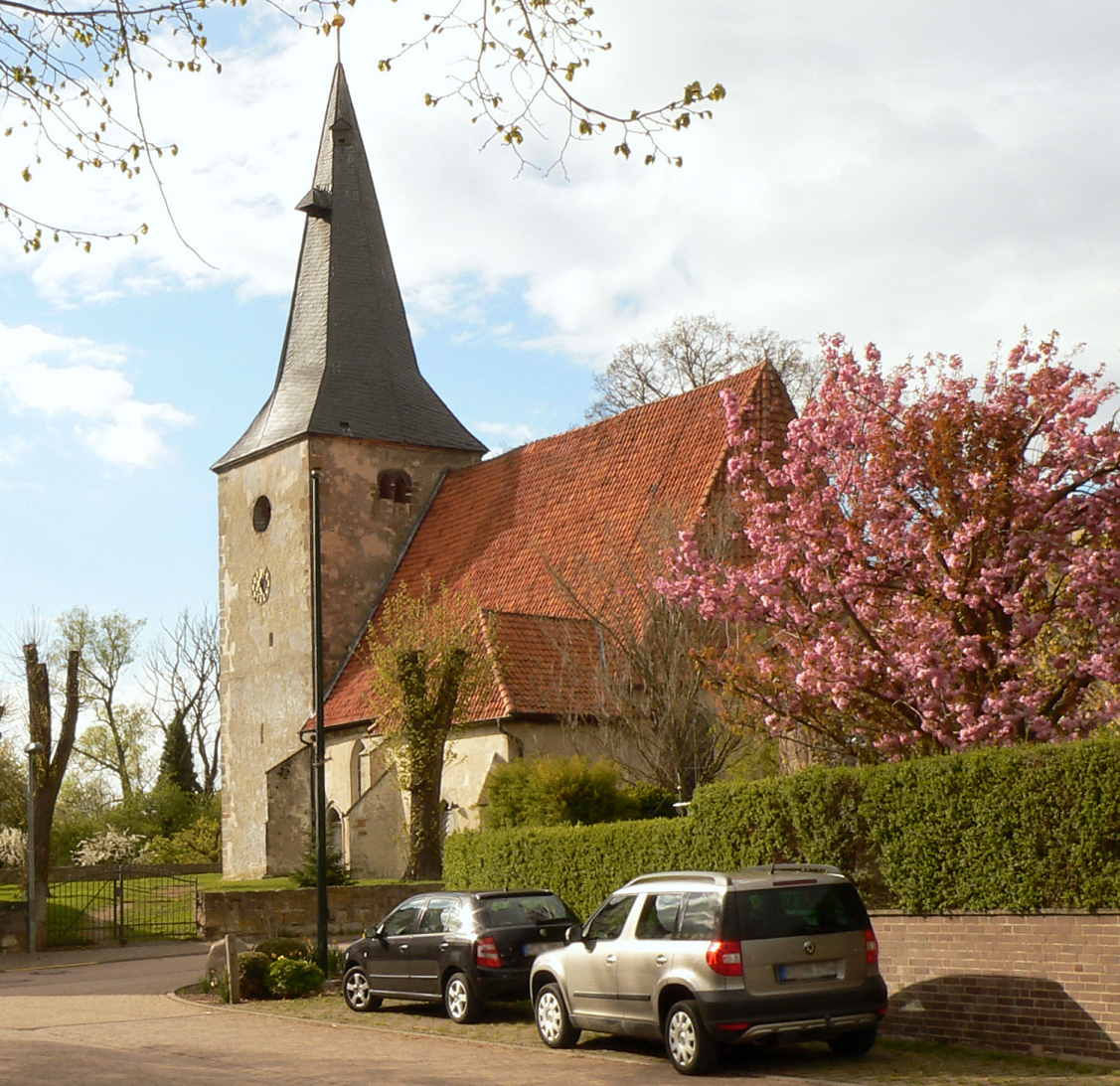
Adensen, evang.-lutherse St.-Dionysiuskerk
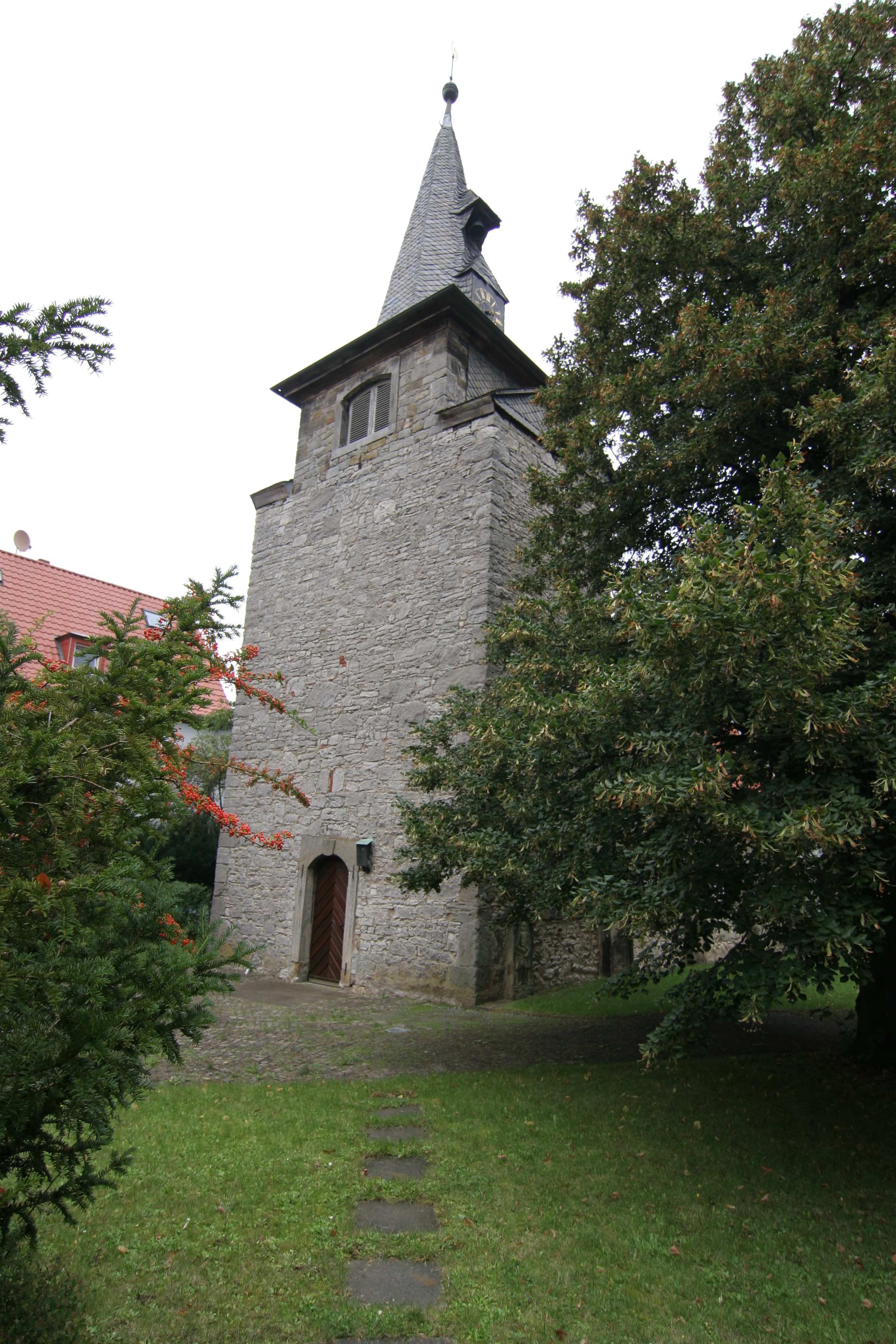
Barnten, toren evang.-lutherse Katharinakerk (1e helft 14e eeuw)
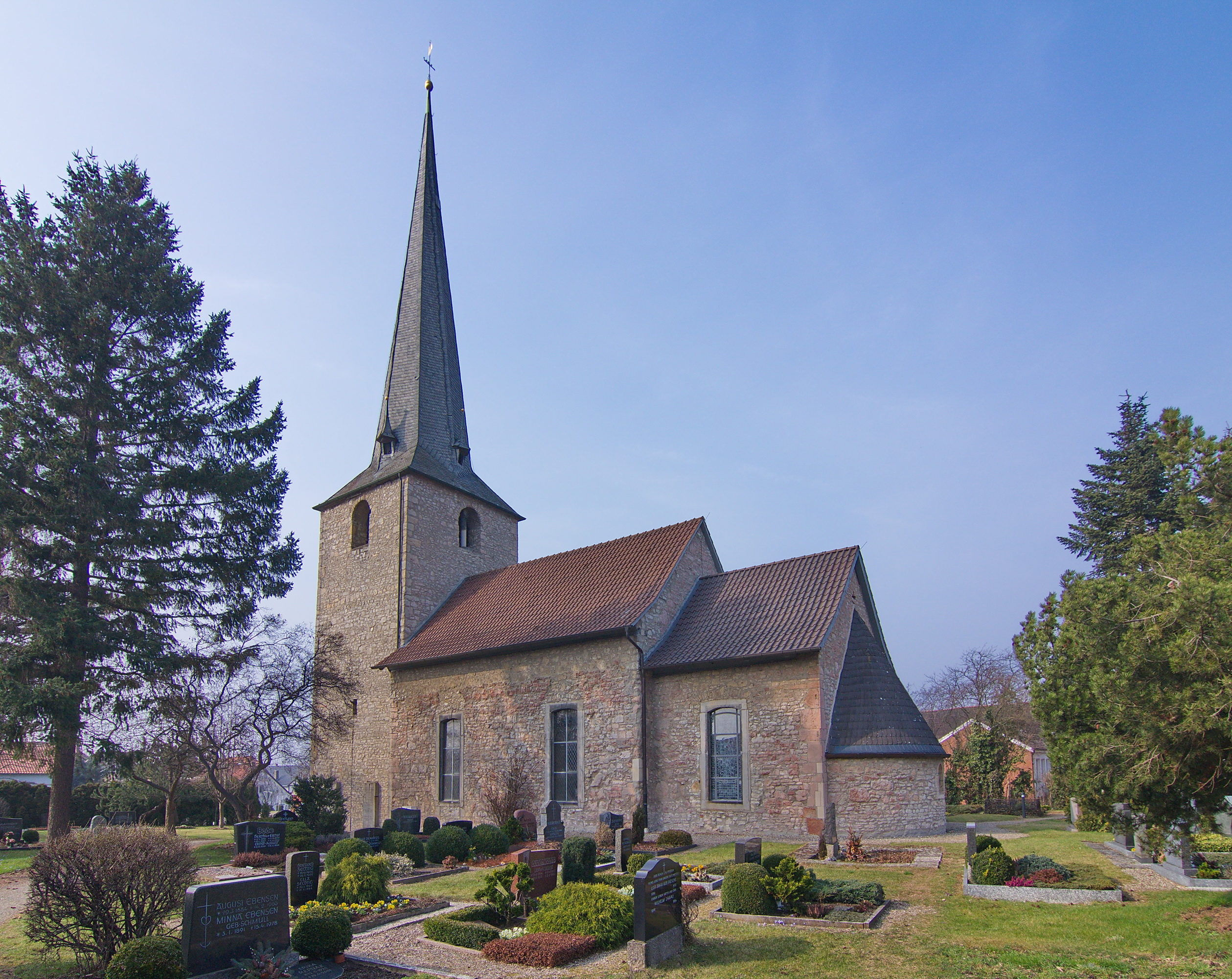
Evang.-lutherse St.Michaëlskerk, Burgstemmen (ca. 1200; gerenoveerd in 1802 en 1983)
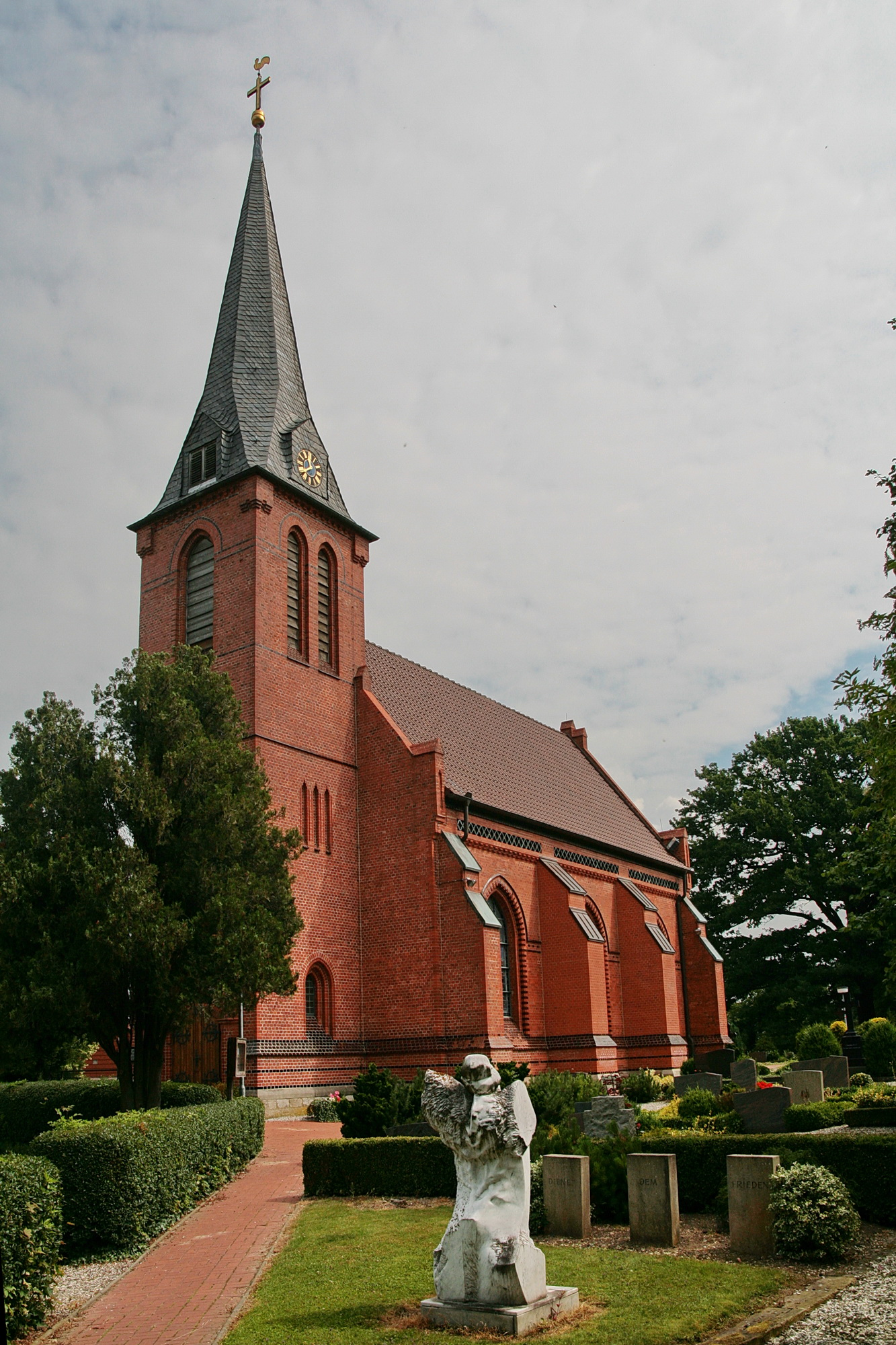
Evang.-lutherse Johanneskerk, Groß Escherde (1891)
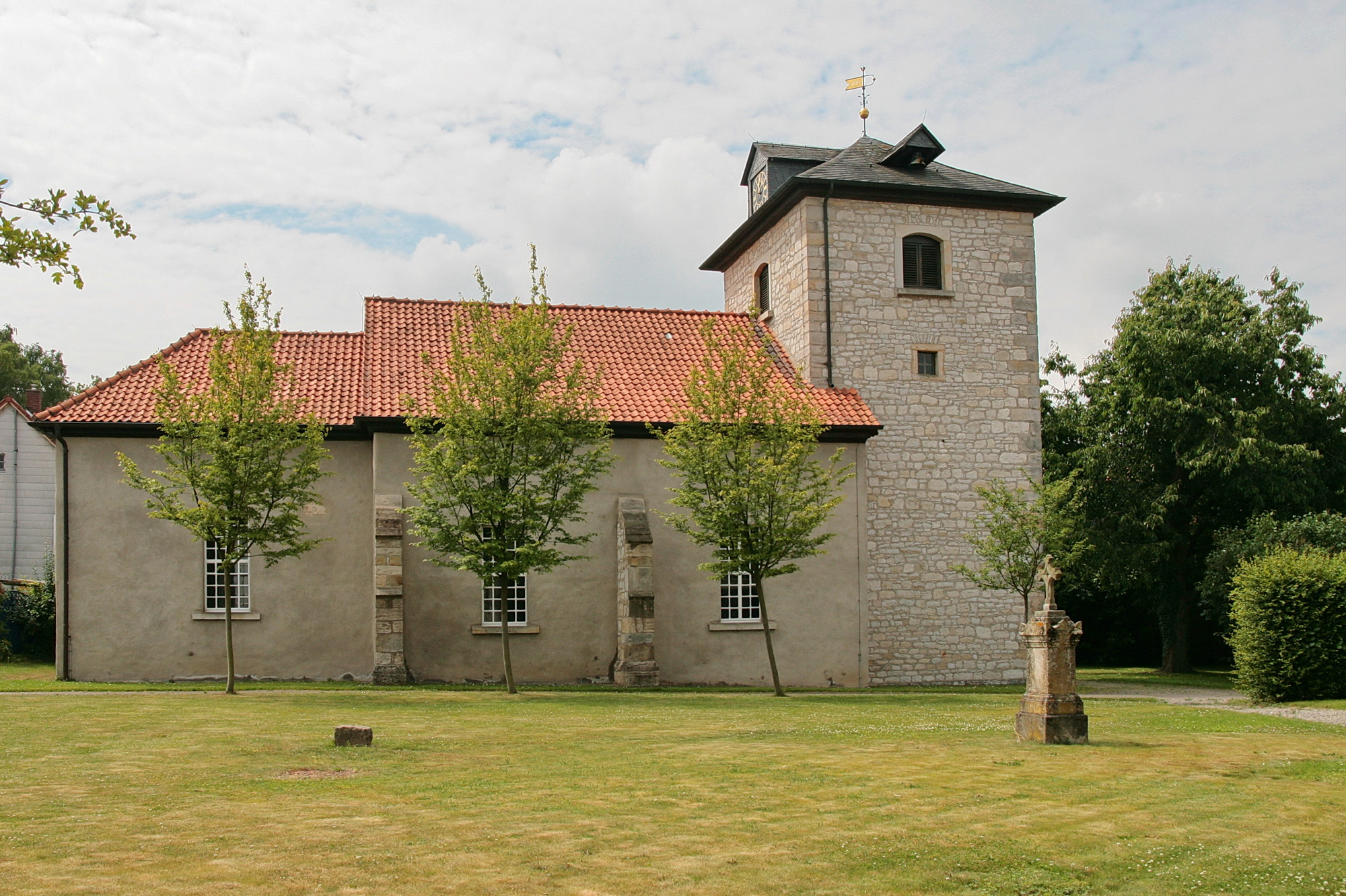
Evang.-lutherse St. Mauritiuskerk, Heyersum (14e-eeuws; in 1836 ingrijpend gerenoveerd)
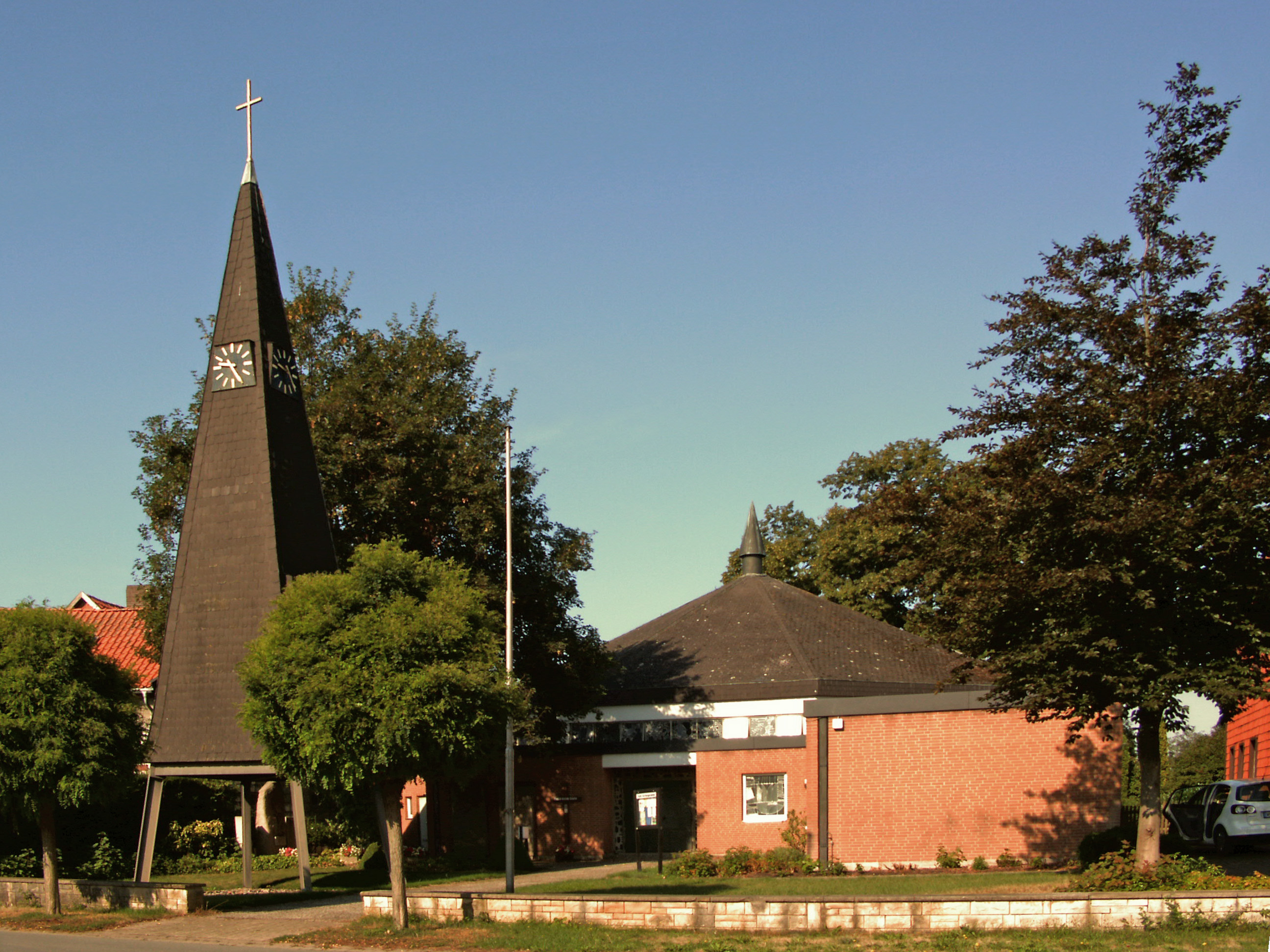
R.K. kerk H. Familie, Klein Escherde (1974)
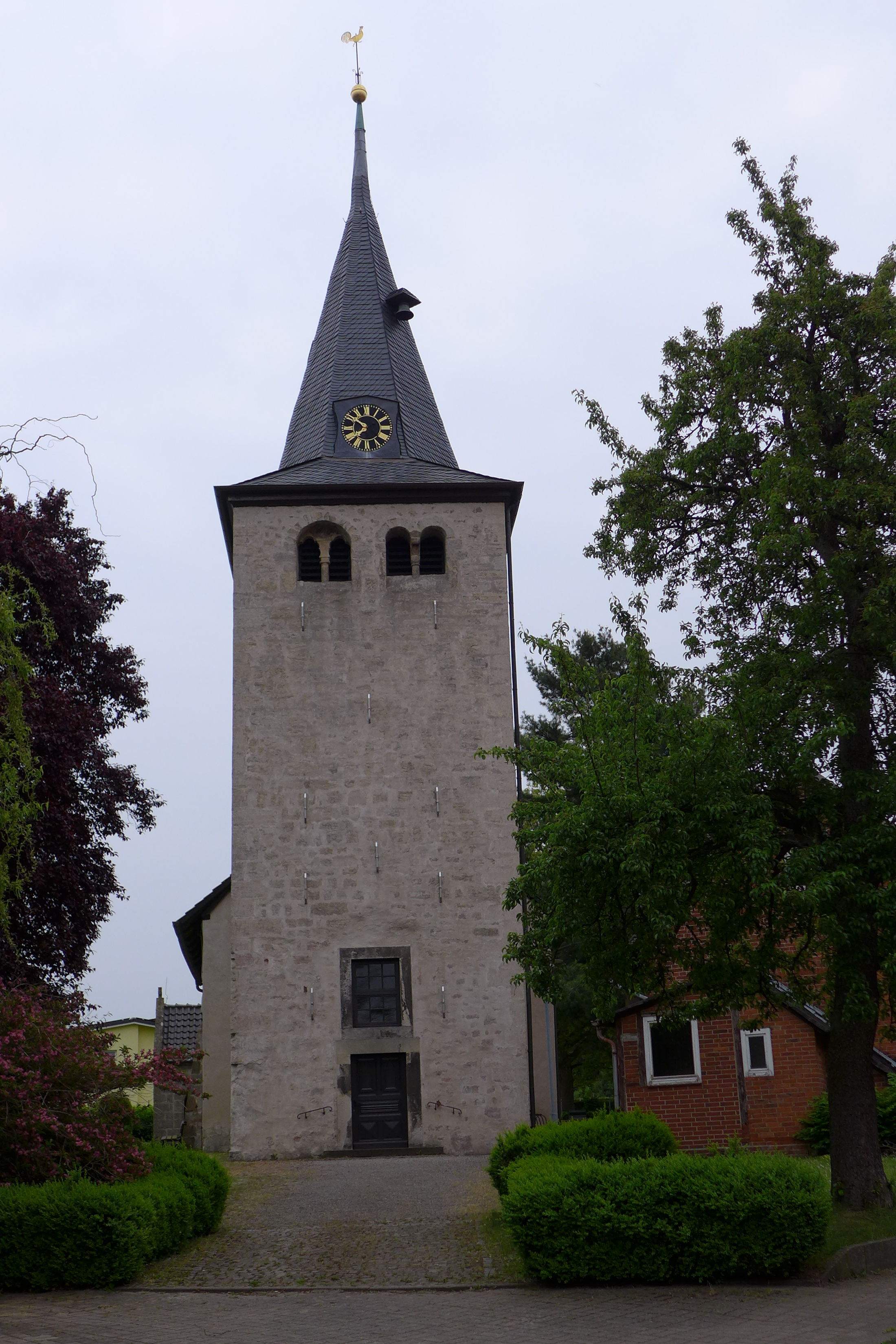
Toren van de evang.-lutherse St. Bartholomeüskerk te Mahlerten
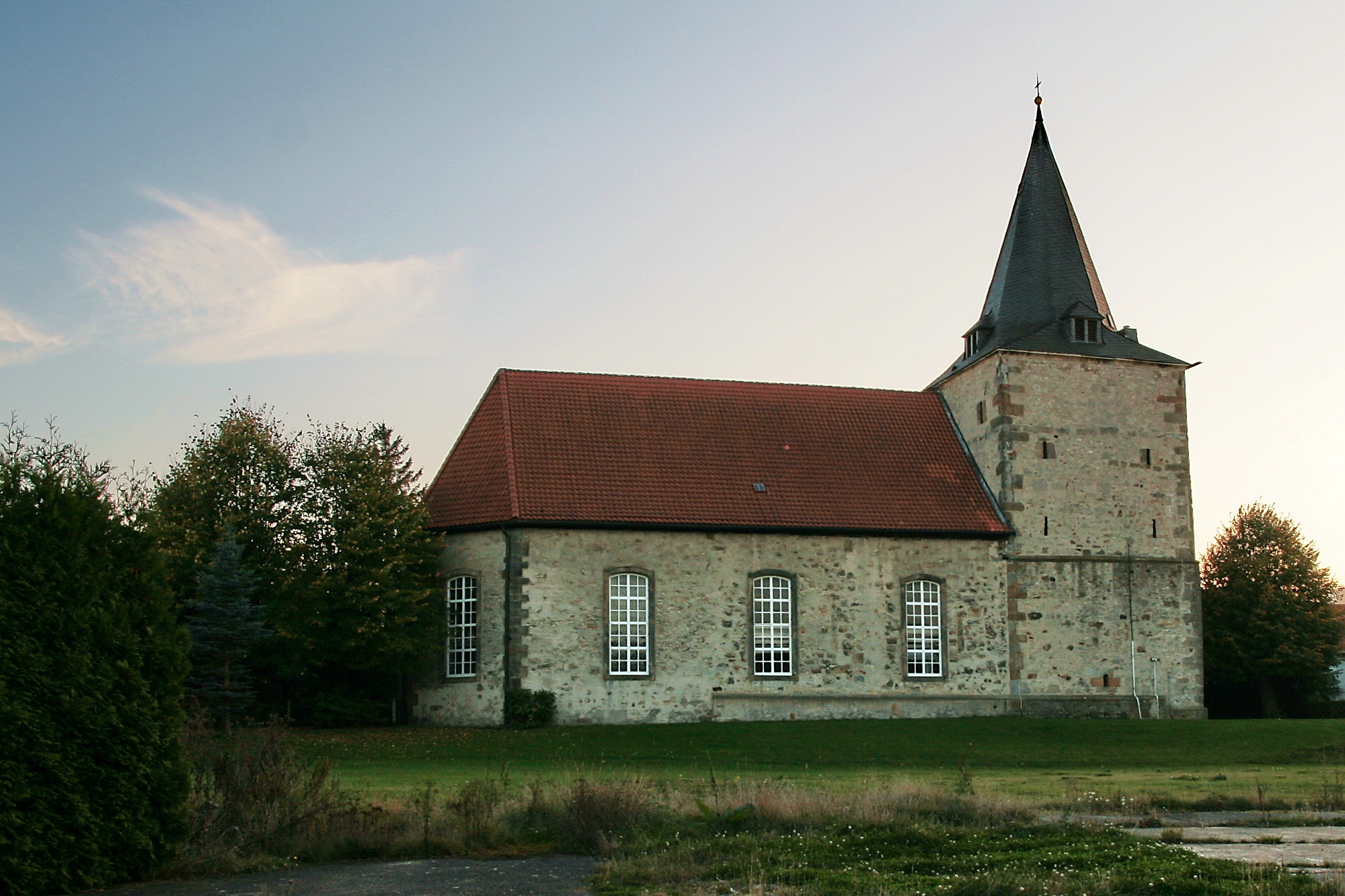
Evang.-lutherse St.Petrus- en Pauluskerk, Rössing (gebouwd in 1298, gerenoveerd in 1755)

### Overige

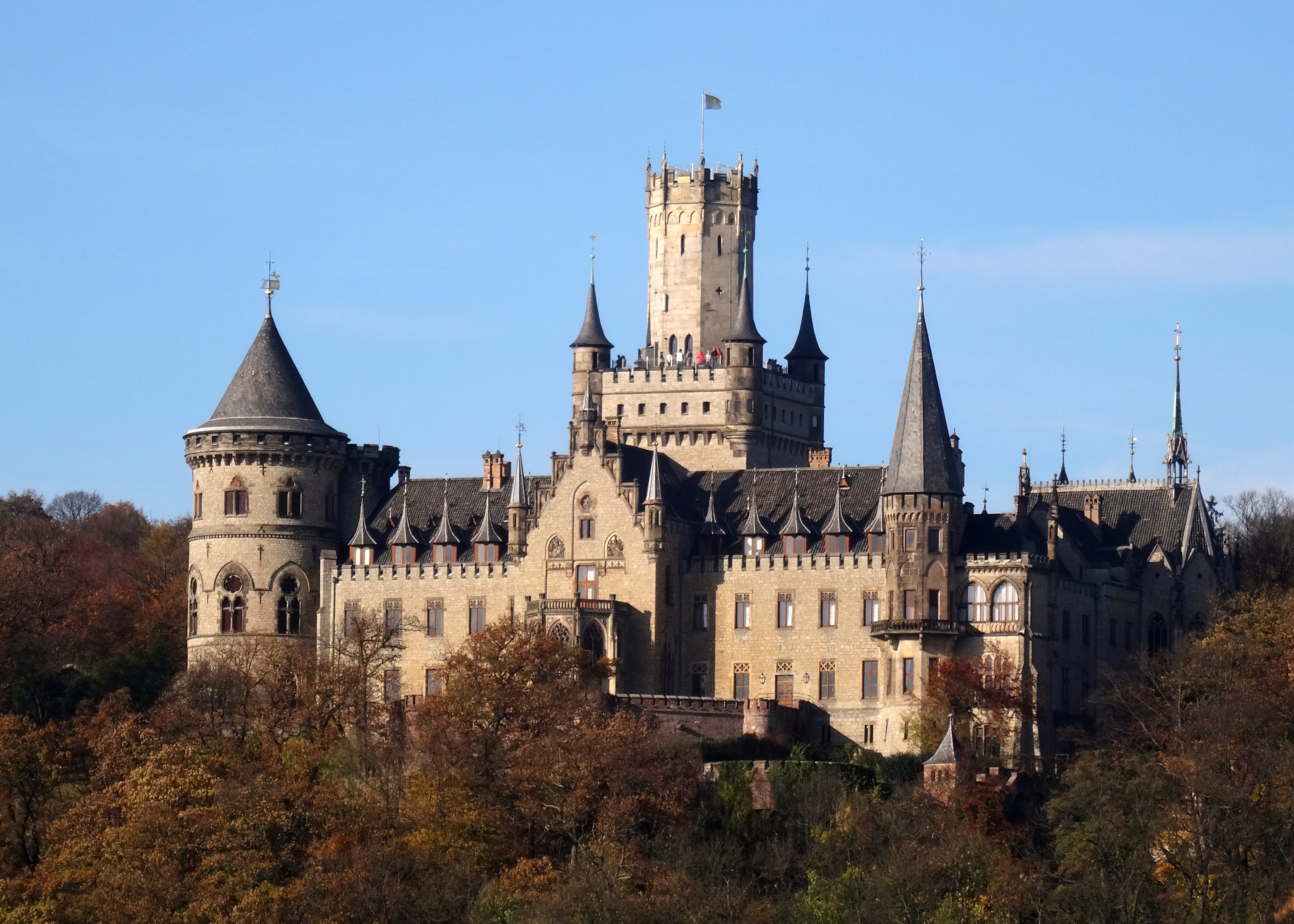
Kasteel Marienburg
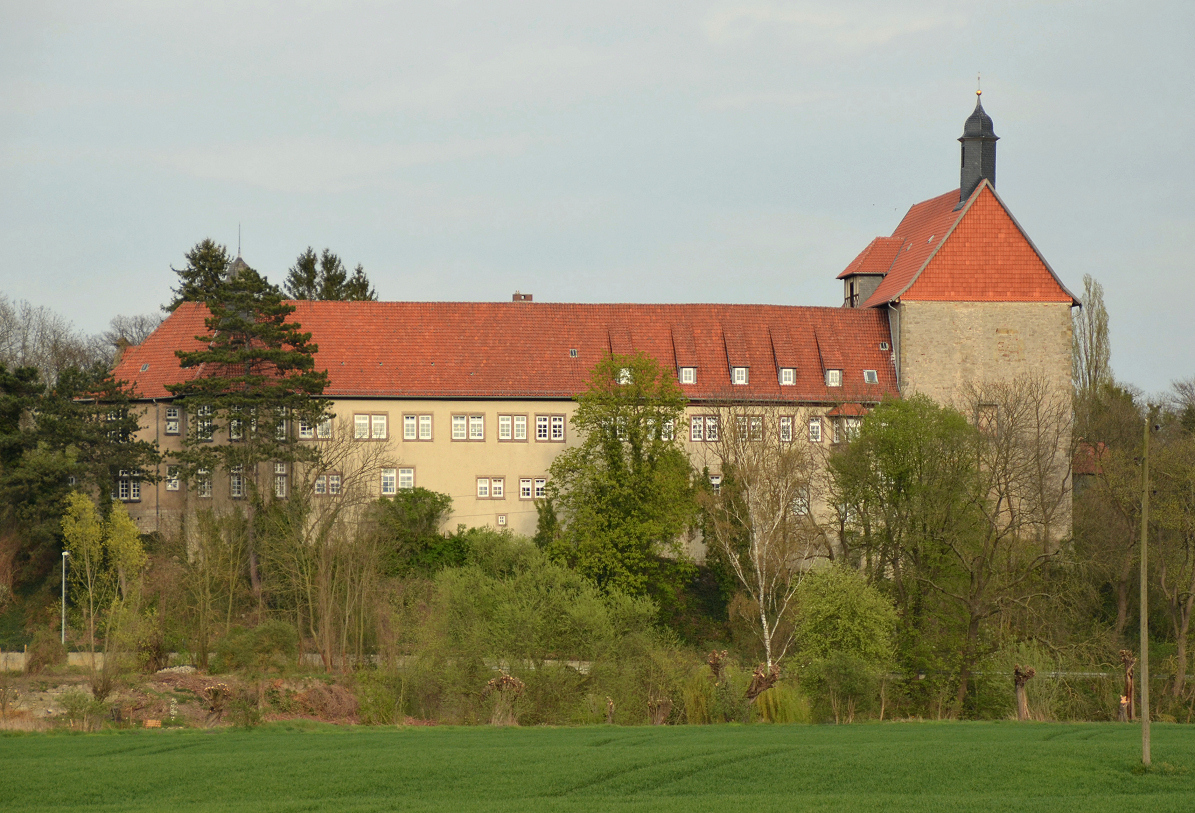
Kasteel Poppenburg te Burgstemmen
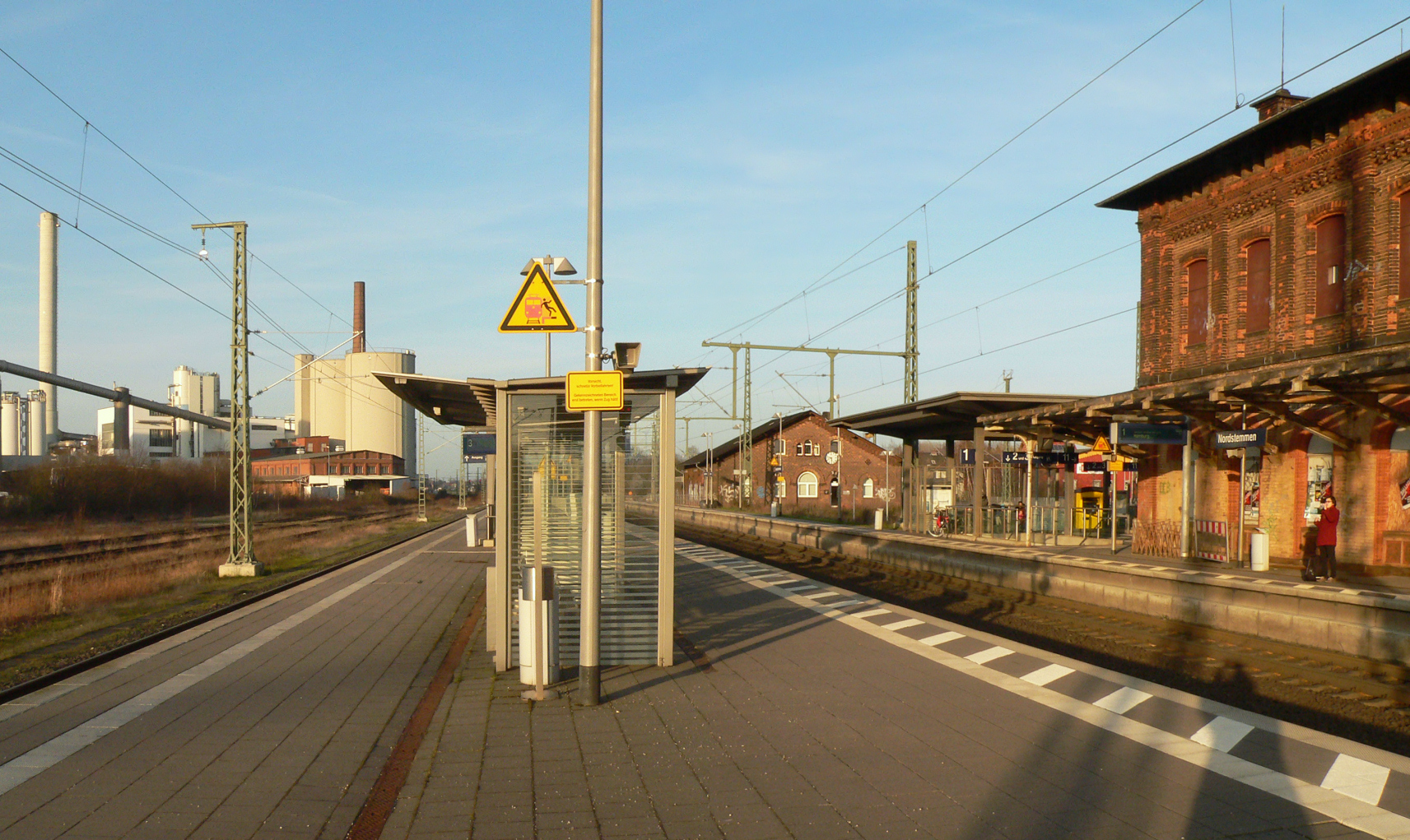
Station Nordstemmen (2007)
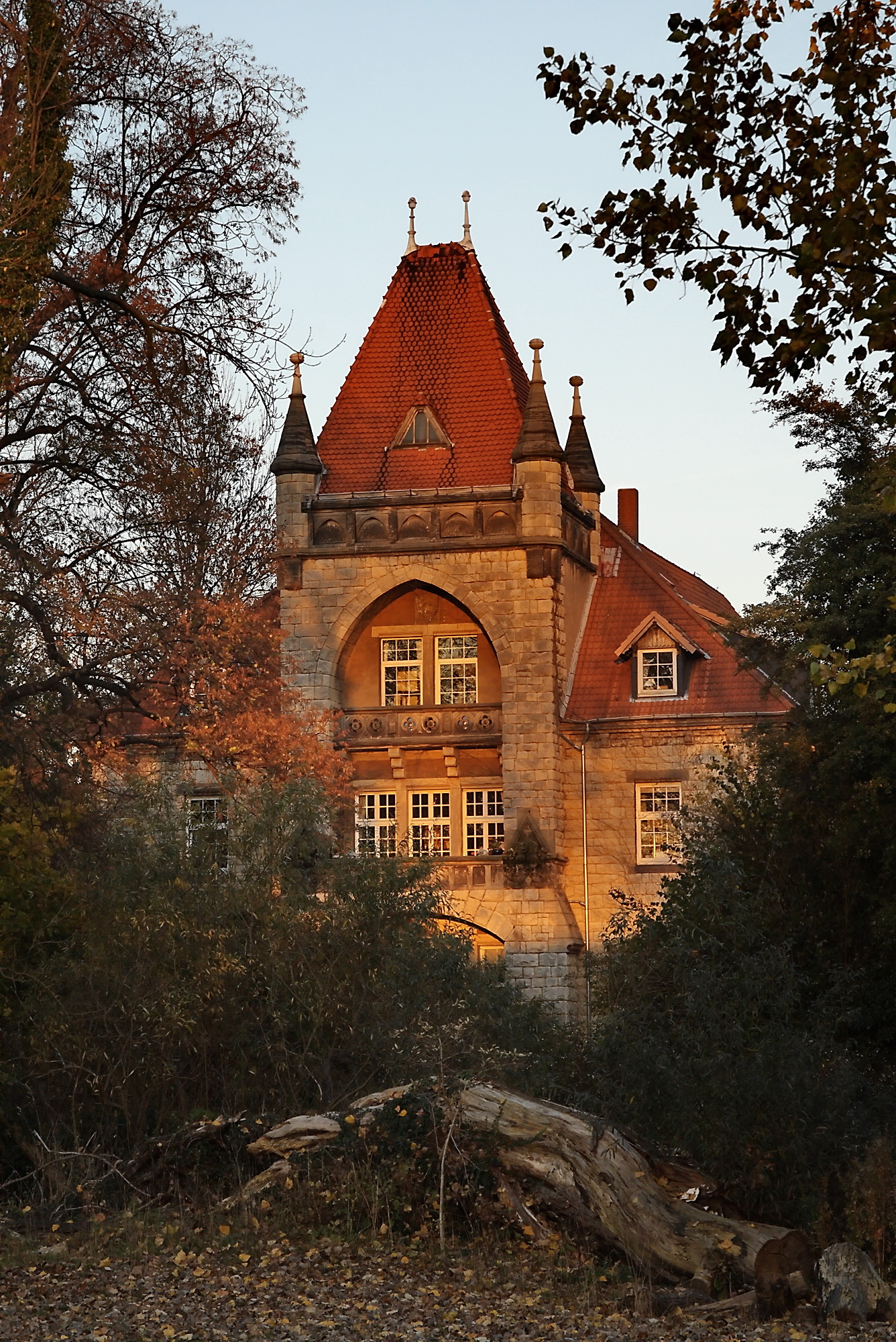
Kasteel Rössing, voorzijde
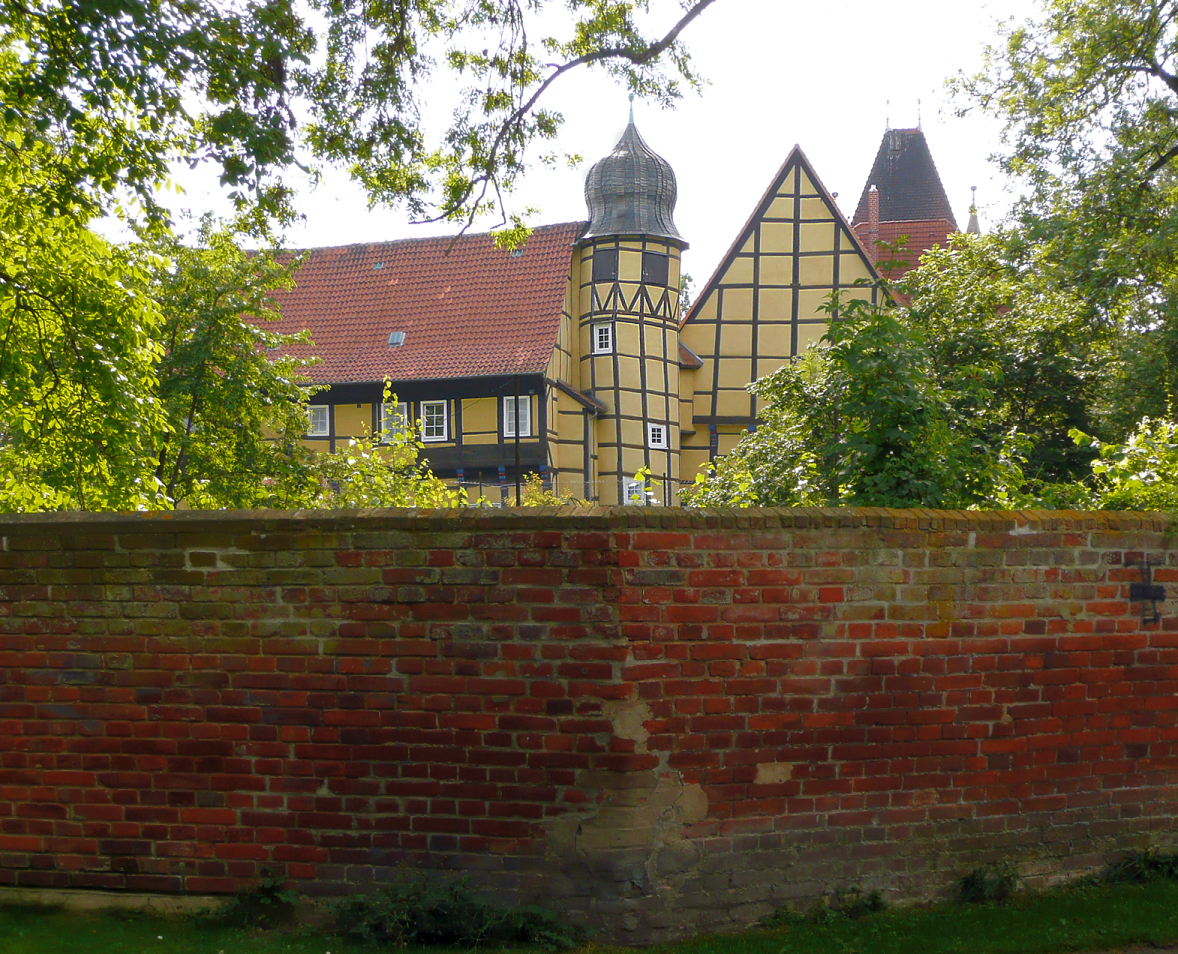
Kasteel Rössing, achterzijde
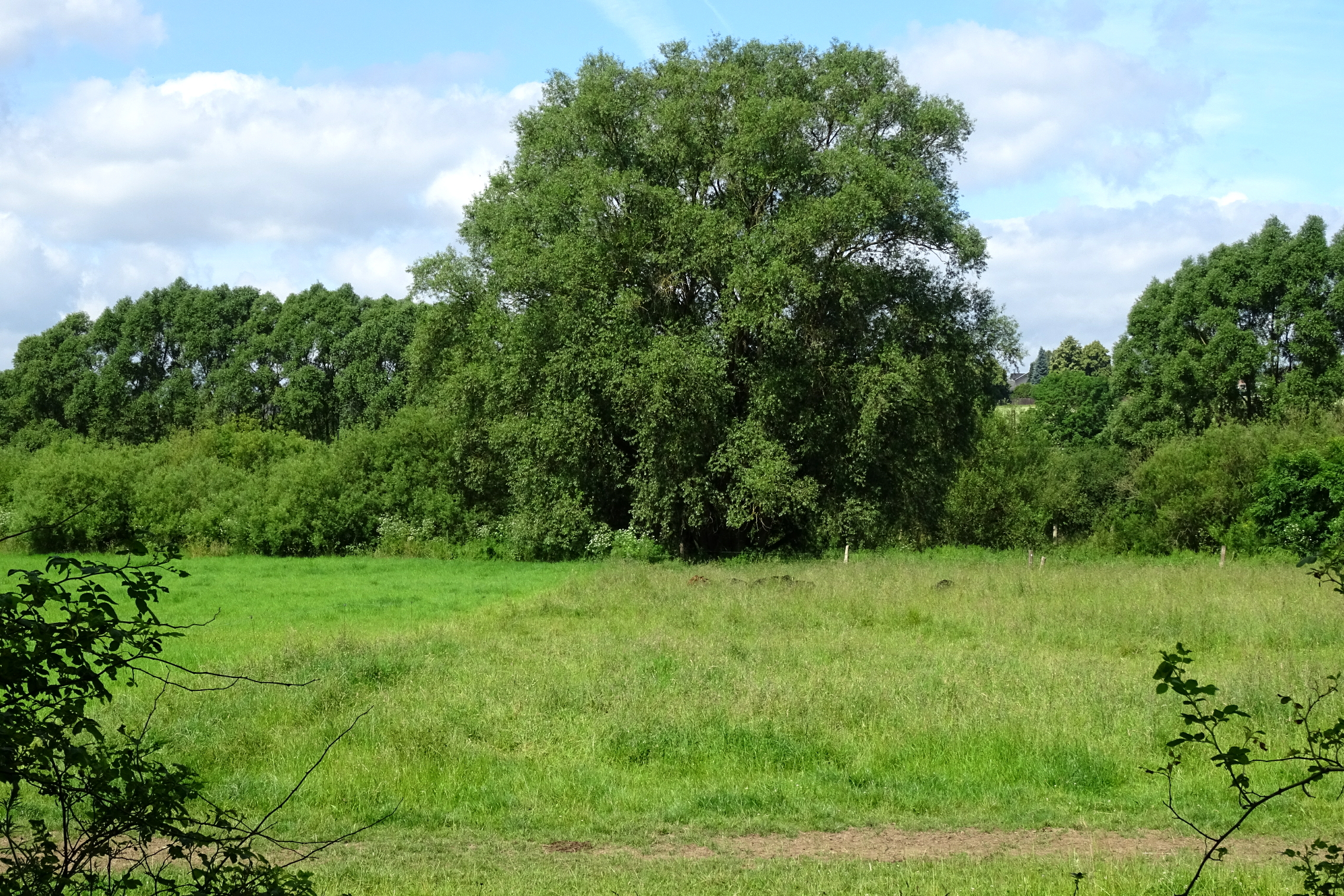
Oeverlandschap langs de Leine
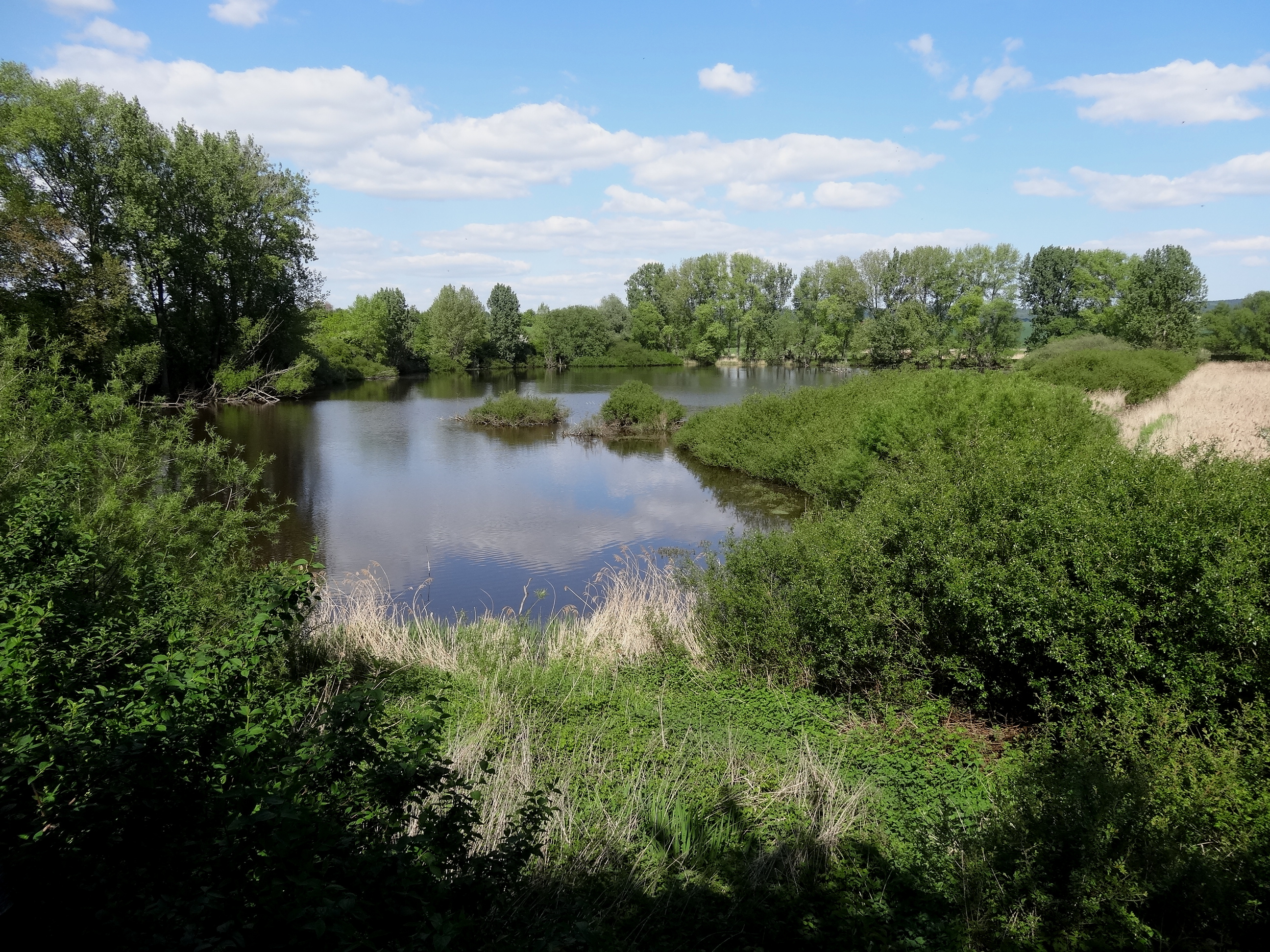
Ondergelopen voormalige kleigroeve in het Leuneauen-natuurgebied

## Belangrijke personen in relatie tot de gemeente
- Ernst Gottfried Heinrich Rudolph Wiegmann (Adensen, 17 april 1804 - Düsseldorf, 17 april 1865) kunstschilder en architect

## Partnergemeentes
Het tot de gemeente behorende dorp Heyersum onderhoudt sedert 1966 een jumelage met Saint-Aubin (Pas-de-Calais) in Frankrijk.